# União Futebol Clube (SP)
El União Futebol Clube, més conegut com a União Mogi és un club de futbol brasiler de la ciutat de Mogi das Cruzes a l'estat de São Paulo.

## Història
El União va ser fundada el 1913 i es va professionalitzar en 1951, que el club va jugar en el campionat Paulista sent 1955 i 1959. El 1998, el club va canviar el seu nom pel de Mogi das Cruzes Unió Futbol Club. El club va revelar el defensor Felipe, que ara defensa el FC Porto. Actualment disputa la segona divisió Paulista.

## Estadi
El União Mogi juga l'estadi Nogueirão, construït en 1985 amb capacitat per a 7.000 espectadors.

## Palmarés
- Campionat Paulista Segona Divisió: 2006